# 玛丽亚·什卡诺娃
玛丽亚·伊戈列夫娜·什卡诺娃（俄语：Мария Игоревна Шканова，拉丁转写：Maria Igorevna Shkanova，1989年10月18日—），白俄罗斯女子高山滑雪运动员，参加了2010年、2014年两届冬季奥林匹克运动会。什卡诺娃曾在世界軍人運動會、冬季世界大學運動會上夺得过银牌。
什卡诺娃生于俄罗斯列宁格勒，本为俄罗斯籍。2008年起，她改而代表白俄罗斯参赛。